# Europavej E14
E14 er en europavej der begynder i Trondheim i Norge og ender i Sundsvall i Sverige med en samlet længde på 461 kilometer. Undervejs går den blandt andet gennem Storlien og Östersund.